# Philipp Niedersen
Philipp Niedersen (* 12. Mai 1981 in Wilhelmshaven) ist ein deutscher Schauspieler.
Niedersen absolvierte an der Hochschule für Musik und Theater „Felix Mendelssohn Bartholdy“ Leipzig eine Ausbildung. Er war bisher in zahlreichen Film- und Fernsehproduktionen wie Die Fallers, Neues vom Süderhof, Die Rettungsflieger, Die Wache, Großstadtrevier und SOKO Leipzig zu sehen.

## Filmografie
Film und Fernsehen
- 1992: Kämpfen und Bluten für Thron und Reich
- 1994: Zu Fuß und ohne Geld
- 1995: Die Fallers
- 1995: Neues vom Süderhof (Rolle: Daniel)
- 1995: Die Unbestechliche
- 1995: Großmutters Courage
- 1996: Evelyn Hamanns Geschichten aus dem Leben
- 1997–2000: Die Schule am See  (Rolle: Albert 'Alf' Fürneisen)
- 1999: Die Rettungsflieger
- 2000: Die Wache
- 2000: Herzschlag – Das Ärzteteam Nord
- 2000: Ein Fall für Zwei – Tödliche Schnappschüsse
- 2001: Chaos (Kurzfilm)
- 2001: Großstadtrevier
- 2002: Streit um drei
- 2002: Für alle Fälle Stefanie
- 2003: Pokerfaces
- 2004–2005: Sabine! (Rolle: Robby)
- 2006: SOKO Leipzig